# Diocesi di Saintes

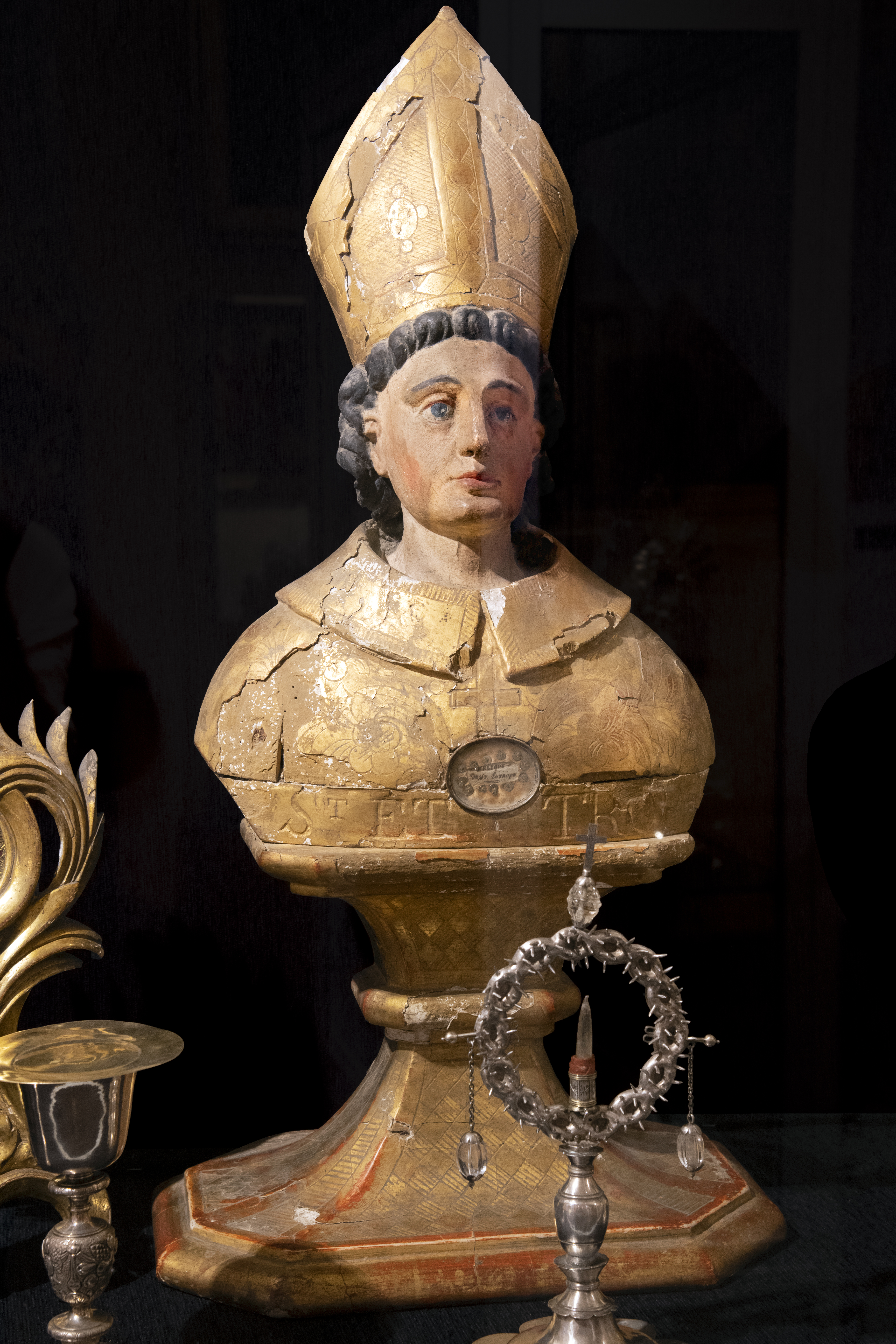
Busto di sant'Eutropio, primo vescovo di Saintes.

La diocesi di Saintes (in latino Dioecesis Sanctonensis seu Xanctonensis) è una sede soppressa della Chiesa cattolica.

## Territorio
La diocesi comprendeva la storica regione del Saintonge. Era delimitata a nord dalle diocesi di La Rochelle e di Poitiers, a est da quelle di Angoulême e di Périgueux, a sud dall'arcidiocesi di Bordeaux e ad ovest dall'oceano Atlantico.
Sede vescovile era la città di Saintes, nell'odierno dipartimento della Charente Marittima, dove fungeva da cattedrale la chiesa di San Pietro.
Alla vigilia della rivoluzione la diocesi comprendeva 550 parrocchie ripartite in 24 arcipreture.

## Storia
La diocesi di Mediolanum Santonum è attestata a partire dal IV secolo, suffraganea dell'arcidiocesi di Bordeaux, sede metropolitana della provincia romana dell'Aquitania seconda. Secondo la tradizione, primo vescovo e patrono della diocesi è stato sant'Eutropio, il cui culto è attestato a partire già dal VI secolo.
La prima cattedrale fu eretta durante l'episcopato di Palladio sul finire del VI secolo. Fu distrutta da un incendio nell'XI secolo, per cui il vescovo Pierre de Confolent (prima metà del XII secolo) fece progettare un nuovo edificio. All'inizio del XV secolo la cattedrale era in rovina, tanto che un uomo morì in seguito alla caduta delle volte; il vescovo Guy de Rochechouart intraprese allora la ricostruzione dell'edificio, che era ancora da terminare nel 1472, quando Luigi XI visitò Saintes.
A Saintes furono celebrati diversi concili provinciali. Il primo venne indetto dall'arcivescovo di Bordeaux Leonzio nel 562 (o 563) per deporre il vescovo Emerio che era stato ordinato vescovo in contrasto con i canoni della Chiesa e per eleggere al suo posto Eraclio. Ma secondo Gregorio di Tours, il re Cariberto I, succeduto a Clotario I, mantenne in carica Emerio. Gli altri concili furono celebrati nel 579, 1075, 1080, 1083, 1088, 1096, 1280, 1282 e 1296.
Nel 1648 Saintes cedette i territori settentrionali dell'isola di Ré, dell'Aunis e de La Rochelle alla diocesi di Maillezais, che contestualmente assunse il nome di diocesi di La Rochelle.
Nel 1792 il vescovo Pierre-Louis de La Rochefoucauld fu martirizzato nella prigione dell'Hôtel des Carmes per non aver voluto accettare la costituzione civile del clero; fu beatificato il 17 ottobre 1926.
La diocesi fu soppressa in seguito al concordato con la bolla Qui Christi Domini di papa Pio VII del 29 novembre 1801 e il suo territorio incorporato in quello delle diocesi di Angoulême, di La Rochelle e di Poitiers.
Dal 22 gennaio 1852 ai vescovi di La Rochelle è concesso di aggiungere al proprio titolo quello di vescovi di Saintes.

## Cronotassi dei vescovi
Si omettono i periodi di sede vacante non superiori ai 2 anni o non storicamente accertati.
- Sant'Eutropio †
- San Viviano (o Bibiano) †[1]
- Sant'Ambrogio †
- Gregorio ? † (menzionato nel 510 circa)[2]
- Pietro I † (menzionato nel 511)
- San Troiano † (? - circa 532 deceduto)
- Eusebio † (prima del 533 - dopo il 549)
- Emerio † (prima del 561 - 562 deposto)
- Eraclio † (562 - 566 deposto)
- Emerio † (566 - ?) (per la seconda volta)[3]
- San Concordio ? †
- Didimo ? †
- San Palladio † (prima del 573 - dopo il 597)
- Audeberto † (menzionato nel 614)
- Leonzio † (prima del 625 - dopo il 637)
- Bertario † (menzionato nel 660)[4]
- Agneberto[5] † (menzionato nel 673/675[6])
- Beniamino † (menzionato nel 785)[7]
- Attone † (prima del 799 - inizio del IX secolo)
- Freculfo † (menzionato nell'864)
- Abbone † (prima del 989 - dopo il 990)
- Islon[8] † (prima del 1011 - dopo il 1021)
- Arnulphe (o Arnauld) † (prima del 1038 - dopo il 1059 deposto)
- Goderan (o Godemar), O.S.B. † (prima del 1068 - 6 agosto 1073 deceduto)
- Boson † (1073[9] - 1081 o 1082 deposto)
- Ramnulphe o Arnulphe de Foucaud † (1083 - circa 1106 deceduto)
- Pierre de Soubise † (circa 1107 - circa 1111 deceduto)
- Rainald Chainel † (menzionato nel 1113)
- Pierre de Confolent † (1117 - dopo il 1122)
- Guillaume Gardradi † (1127 - circa 1140 deceduto)
- Bernard † (circa 1141 - 1166 deceduto)
- Adémar Charbonnel † (circa 1167 - 1188)
- Hélie I † (menzionato nel 1188)
- Henri † (1189 - circa giugno 1217 dimesso)
- Ponce I † (menzionato nel 1217)
- Michel I † (menzionato nel 1221)
- Hélie II † (prima del 1225 - dopo il 1231)
- Pierre III † (1234[10] - dopo aprile 1246)[11]
- Hugues de Féletz † (prima di novembre 1250 - 1254 deceduto)
- Ponce II † (prima del 1258 - circa 1265 dimesso)
- Hélie de Fors † (menzionato nel 1265)
- Pierre Laud † (1267 - 1275 dimesso o deceduto)
- Ponce III † (1275 - 1277)[12]
- Geoffroy de Saint-Briçon † (3 ottobre 1279 - dopo il 1282)
- Pierre V † (menzionato nel 1284)
- Geoffroy d'Archiac † (prima del 1287 - dopo il 1293)
- Ranulphe de Carel † (circa 1295 - 1296 deceduto)
- Guy de Neuville † (24 aprile 1296 - 7 aprile 1312 deceduto)
- Guillaume de La Mothe † (27 aprile 1313 - 18 gennaio 1318 nominato vescovo di Bazas)
- Thibaud de Castillon † (18 gennaio 1318 - 17 marzo 1348 nominato vescovo di Lisbona)
- Étienne de la Garde † (17 marzo 1348 - 8 gennaio 1351 nominato arcivescovo di Arles)
- Gaillard du Puy † (8 gennaio 1351 - circa 1361 deceduto)
- Bernard du Sault † (16 maggio 1362 - dopo giugno 1380 deceduto)
- Helie de Lestrange † (1º marzo 1381 - 20 maggio 1397 nominato vescovo di Le Puy)
- Bernard de Chevenon † (19 giugno 1398 - 20 marzo 1411 nominato vescovo di Amiens)
- Geoffroy de Pérusse des Cars † (20 marzo 1411 - 1415 deceduto)
- Jean Boursier † (12 maggio 1415 - 1426 deceduto)
- Guy de Rochechouart † (2 agosto 1426 - 1460 deceduto)
  - Alain de Coëtivy † (7 gennaio 1461 - 8 aprile 1462 dimesso) (amministratore apostolico)
- Louis de Rochechouart † (8 aprile 1462 - 1493 dimesso)
- Pierre de Rochechouart † (13 maggio 1493 - 1503 dimesso)
  - Raymond Pérault, O.E.S.A. † (11 luglio 1505 - 5 settembre 1505 deceduto) (amministratore apostolico)
- Eustache ? † (1505 - 1506)
  - Francesco Soderini † (27 gennaio 1507 - 12 giugno 1514 dimesso) (amministratore apostolico)
- Giuliano Soderini † (12 giugno 1514 - 30 luglio 1544 deceduto)
- Carlo di Borbone-Vendôme † (23 gennaio 1545 - 19 marzo 1550 dimesso)
- Tristan de Bizet † (19 marzo 1550 - 1576 dimesso)
- Nicolas Le Cornu de la Courbe de Brée † (6 aprile 1576 - 10 luglio 1617 deceduto)
- Michel Raoul † (18 dicembre 1617 - 1630 dimesso)
- Jacques Raoul de la Guibourgère † (7 luglio 1631 - 4 maggio 1648 nominato vescovo di La Rochelle)[13]
- Louis de Bassompierre † (7 dicembre 1648 - 1º luglio 1676 deceduto)
- Guillaume du Plessis de Gesté † (30 agosto 1677 - 2 maggio 1702 deceduto)
- Alexandre de Chevrières de Saint-Mauris † (20 novembre 1702 - 25 dicembre 1710 deceduto)
- Henri Augustin Le Pileur † (19 ottobre 1711 - 19 dicembre 1715 dimesso)
  - Sede vacante (1715-1718)
- Léon de Beaumont † (11 maggio 1718 - 10 ottobre 1744 deceduto)
- Simon-Pierre de Lacoré † (19 luglio 1745 - 12 settembre 1763 deceduto)
- Germain du Chastergner de la Chasteigneraye † (20 febbraio 1764 - 29 settembre 1781 deceduto)
- Beato Pierre-Louis de La Rochefoucauld † (10 dicembre 1781 - 2 settembre 1792 deceduto)
  - Sede vacante (1792-1801)
  - Sede soppressa